# گورستان گنبد گچکه
قبرستان گنبد گچکه مربوط به سده‌های متاخر دوران‌های تاریخی پس از اسلام است و در شهرستان سرپل ذهاب، بخش مرکزی، دهستان پشت تنگ، ۴۰۰ متری جنوب غربی روستای الیاسی احمد واقع شده و این اثر در تاریخ ۲۷ اسفند ۱۳۸۷ با شمارهٔ ثبت ۲۶۴۵۸ به‌عنوان یکی از آثار ملی ایران به ثبت رسیده است.